# Saint-Juéry (Aveyron)
Saint-Juéry è un comune francese di 231 abitanti situato nel dipartimento dell'Aveyron nella regione dell'Occitania.

## Società

### Evoluzione demografica
Abitanti censiti